# Ја, Данијел Блејк
Ја, Данијел Блејк је драмски филм из 2016. који је написао Пол Лејверти и режирао Кен Лоуч. У филму глуми Дејв Џонс као Данијел Блејк, средовечни човек коме је ускраћена накнада за запошљавање и подршку упркос томе што га је лекар прогласио неспособним за рад. Хејли Сквајерс глуми Кејти, самохрану мајку са којом се Данијел спријатељи.
Филм је освојио Златну палму на Филмском фестивалу у Кану 2016, Награду публике на Међународном филмском фестивалу у Локарну 2016, и награду БАФТА за изванредан британски филм 2017.

## Радња
Данијел Блејк, 59-годишњи столар из Њукасла, имао је срчани удар. Иако му лекар није дозволио да се врати на посао, сматра се да је способан да то учини након процене радне способности и одбијен му је државни додатак за запошљавање и подршку. Фрустриран је када сазна да његов доктор није контактиран у вези са овом одлуком и стога се пријављује за жалбу, што му је тешко јер мора да попуни формуларе на мрежи и није компјутерски писмен.
Данијел се спријатељи са самохраном мајком по имену Кејти након што је санкционисана јер је каснила на састанак у Центру за запошљавање. Кејти и њена деца су се управо преселили у Њукасл из склоништа за бескућнике у Лондону, јер у Лондону нема приступачног смештаја. Данијел помаже породици тако што поправља предмете, учи их како да греју собе без струје и прави дрвене играчке за децу.
Током посете банци хране, Кејти се расплаче, пошто је преплавила глад јер је хранила своју децу уместо себе. Након што је ухваћена у крађи у супермаркету, чувар јој тајно нуди посао проститутке. Данијел је изненади појавом у јавној кући у коју иде да ради и моли је да одустане од посла, али она у сузама инсистира да нема другог начина да прехрани своју децу.
Као услов за добијање накнаде за тражење посла, Данијел мора да настави да тражи посао. Одбија посао у баштенском центру јер му доктор још не дозвољава да ради. Када му његов радни тренер каже да мора више да ради да би нашао посао или да буде санкционисан, Данијел спрејом исписује „Ја, Данијел Блејк, захтевам датум жалбе пре него што умрем од глади“ на страни зграде. Зарађује подршку пролазника, укључујући и друге људе који траже бенефиције, али га полиција хапси и упозорава. Данијел продаје већину својих ствари и постаје пустињак. Из депресије га извлачи Кејтина ћерка, Дејзи, која му доноси домаћи оброк да му се одужи за његову доброту.
На дан Данијелове жалбе, Кејти га прати у трибунал, где саветник за социјалну помоћ говори Данијелу да његов случај изгледа обећавајуће. Видевши судију и доктора који ће одлучити о његовој судбини, Данијел постаје узнемирен и оправдава се да бу користио тоалет, где доживи нови срчани удар и умире у 60. години. Кејти чита говор на његовој сахрани јавног здравља, укључујући Данијелов говор који је намеравао да прочита на својој жалби. Говор описује његова осећања о томе како га је систем социјалне помоћи у Великој Британији изневерио и наводи: „Ја нисам мрља на екрану рачунара или националног броја осигурања, ја сам мушкарац“.

## Глумачка подела
- Дејв Џонс као Данијел Блејк
- Хејли Сквајерс као Кејти Морган
- Брајана Шан као Даиси Морган
- Дилан Макирнан као Дилан Морган
- Кејт Рутер као Ен
- Шерон Перси као Шила
- Кема Сиказве као Кина
- Стивен Риченс као Пајпер
- Гевин Вебстер као Џо
- Мик Лејфи као саветник за социјалну помоћ

## Продукција
Главно снимање почело је у октобру 2015. у Њукаслу на Тајни и околини. Филм је продуцирала Ребека О’Брајан за Sixteen Films, Why Not Productions и Wild Bunch уз подршку Британског филмског института и BBC Films. О’Брајан се у почетку обратио филмском одељењу Канала 4 за финансирање. Након одлагања, О’Брајан је рекла да јој је Канал 4 рекао да финансирање није доступно јер „већ покривамо дато подручје јер радимо Benefits Street.

## Пријем
Ја, Даниел Блаке је Лоучов највећи успех на благајнама у Уједињеном Краљевству. На веб страници Rotten Tomatoes, филм има оцену одобравања од 92%, на основу 184 рецензије, са просечном оценом 8,01/10. Консензус сајта гласи: „Ја, Данијел Блејк означавам још једно добро испричано поглавље у снажно популистичкој филмографији редитеља Кена Лоуча“. На Метакритик-у, филм има оцену 78 од 100, на основу 31 критике, што чини „генерално повољне критике“.
Пишући за Гардијан, Марк Кермод је филму дао пет од пет звездица.

### Наслеђе
Године 2017, Дејв Џонс је учествовао у соло емисији на Единбуршком Фринџу: И, Филум Стар је забележио како се Дејвов живот променио од успеха филма, и добио је похвалне критике.
Стендап комична емисија под називом I, Tom Mayhew изведена је у Единбург Фринџ у августу 2019. Стендап комичар Том Мејхју је претходно био на социјалној помоћи више од три године у Великој Британији и био је инспирисан да напише емисију након што је одгледао филм. Представа је била хваљена од стране критике, па је у јануару 2020. пребачена на распродату представу у Сохо театру.

### Политички коментари
Тадашњи државни секретар Конзервативне партије за рад и пензије, Ијан Данкан Смит, рекао је да је филм неправедан и критиковао његов приказ особља Центра за запошљавање: „Ова идеја да вас сви желе да згњече, мислим да је стварно нашкодила особљу центру за запошљавање које себе не види као такве“. Продуцент филма Ребека О’Брајан, одговорила је да Данкан Смит „живи у облацима”.
У епизоди Би-Би-Си-јевог тематског дебатног програма Question Time од 27. октобра 2016, у којој је Лоуч био учесник панела, тадашњи пословни секретар Конзервативне странке Грег Кларк описао је филм као „измишљен“ и рекао: „Тежак је посао администрирање система социјалне помоћи. Особље Одељења за рад и пензије мора да доноси невероватно тешке одлуке и мислим да би требало да имају нашу подршку у доношењу тих одлука." Лоуч је одговорио критикујући притисак под којим је особље ДВП-а: „Разговарали смо са стотинама људи који раде у ДВП-у под вашим вођством и упутствима, и речено им је да санкционишу људе. Ако их не санкционишу, у невољи су“. Касније је рекао: „Када сте санкционисани, ваш живот је приморан у хаос, а људи иду у банке хране. Како можемо да живимо у друштву где се глад користи као оружје?"
Тадашњи вођа Лабуристичке партије, Џереми Корбин, појавио се на лондонској премијери филма и похвалио филм на својој Фејсбук страници. Током премијерских питања 2. новембра 2016, Корбин је критиковао неправедност социјалног система и саветовао тадашњој премијерки Терези Меј да погледа филм.

## Награде
| Листа награда и номинација                      | Листа награда и номинација | Листа награда и номинација                       | Листа награда и номинација                 | Листа награда и номинација | Листа награда и номинација |
| Награда                                         | Датум                      | Категорија                                       | Добитник/Добитници                         | Резултат                   | Референца                  |
| ----------------------------------------------- | -------------------------- | ------------------------------------------------ | ------------------------------------------ | -------------------------- | -------------------------- |
| Асоцијација филмских критичара Аустралије       | 7. март 2017.              | Најбољи интернационални филм (енглески језик)    | Ја, Данијел Блејк                          | Номинација                 | [ 21 ]                     |
| Награде БАФТА                                   | 12. фебруар 2017.          | Најбољи филм                                     | Ребека O'Брајан                            | Номинација                 | [ 22 ]                     |
| Награде БАФТА                                   | 12. фебруар 2017.          | Најбоља глумица у споредној улози                | Хејли Сквајерс                             | Номинација                 | [ 22 ]                     |
| Награде БАФТА                                   | 12. фебруар 2017.          | Најбоља режија                                   | Кен Лоач                                   | Номинација                 | [ 22 ]                     |
| Награде БАФТА                                   | 12. фебруар 2017.          | Најбољи оригинални сценарио                      | Пол Лејверти                               | Номинација                 | [ 22 ]                     |
| Награде БАФТА                                   | 12. фебруар 2017.          | Најбољи британски филм                           | Пол Лејверти, Кен Лоач and Ребека O'Брајан | Освојено                   | [ 22 ]                     |
| Британске независне филмске награде             | 4. децембар 2016.          | Најбољи британски независни филм                 | Ја, Данијел Блејк                          | Номинација                 | [ 23 ]                     |
| Британске независне филмске награде             | 4. децембар 2016.          | Најбољи редитељ                                  | Кен Лоач                                   | Номинација                 | [ 23 ]                     |
| Британске независне филмске награде             | 4. децембар 2016.          | Најбољи глумац                                   | Дејв Џонс                                  | Освојено                   | [ 23 ]                     |
| Британске независне филмске награде             | 4. децембар 2016.          | Најбоља глумица                                  | Хејли Сквајерс                             | Номинација                 | [ 23 ]                     |
| Британске независне филмске награде             | 4. децембар 2016.          | Новајлија који највише обећава                   | Дејв Џонс                                  | Номинација                 | [ 23 ]                     |
| Британске независне филмске награде             | 4. децембар 2016.          | Новајлија који највише обећава                   | Хејли Сквајерс                             | Освојено                   | [ 23 ]                     |
| Британске независне филмске награде             | 4. децембар 2016.          | Најбољи сценарио                                 | Пол Лејверти                               | Номинација                 | [ 23 ]                     |
| Филмски фестивал у Кану                         | 22. мaј 2016.              | Зкатна палма                                     | Кен Лоач                                   | Освојено                   | [ 24 ]                     |
| Филмски фестивал у Кану                         | 22. мaј 2016.              | Palm DogManitarian награда                       | Кен Лоач                                   | Освојено                   | [ 24 ]                     |
| Награде Сезар                                   | 24. фебруар 2017.          | Најбољи страни филм                              | Кен Лоач                                   | Освојено                   | [ 25 ]                     |
| Филмски фестивал у Денверу                      | 14. новембар 2016.         | Специјална награда публике: Најбоља глумица      | Хејли Сквајерс                             | Освојено                   | [ 26 ]                     |
| Награде Емпајер                                 | 19. март 2017.             | Најбољи британски филм                           | Ја, Данијел Блејк                          | Освојено                   | [ 27 ]                     |
| Награде Емпајер                                 | 19. март 2017.             | Најбољи редитељ                                  | Кен Лоач                                   | Номинација                 | [ 27 ]                     |
| Награде Емпајер                                 | 19. март 2017.             | Најбољи мушки новајлија                          | Дејв Џонс                                  | Освојено                   | [ 27 ]                     |
| Награде Емпајер                                 | 19. март 2017.             | Најбољи женски новајлија                         | Хејли Сквајерс                             | Номинација                 | [ 27 ]                     |
| Европске филмске награде                        | 10. децембар 2016.         | Најбољи филм                                     | Ја, Данијел Блејк                          | Номинација                 | [ 28 ]                     |
| Европске филмске награде                        | 10. децембар 2016.         | Најбољи редитељ                                  | Кен Лоач                                   | Номинација                 | [ 28 ]                     |
| Европске филмске награде                        | 10. децембар 2016.         | Најбољи глумац                                   | Дејв Џонс                                  | Номинација                 | [ 28 ]                     |
| Европске филмске награде                        | 10. децембар 2016.         | Најбољи сценариста                               | Пол Лејверти                               | Номинација                 | [ 28 ]                     |
| Evening Standard British Film награде           | 8. децембар 2016.          | Најбољи филм                                     | Ја, Данијел Блејк                          | Освојено                   | [ 29 ]                     |
| Evening Standard British Film награде           | 8. децембар 2016.          | Најбољи глумац                                   | Дејв Џонс                                  | Номинација                 | [ 29 ]                     |
| Evening Standard British Film награде           | 8. децембар 2016.          | Најбоља споредна глумица                         | Хејли Сквајерс                             | Освојено                   | [ 29 ]                     |
| Evening Standard British Film награде           | 8. децембар 2016.          | Најбољи сценарио                                 | Пол Лејверти                               | Номинација                 | [ 29 ]                     |
| Evening Standard British Film награде           | 8. децембар 2016.          | Награда за најснажнију сценру                    | Ја, Данијел Блејк                          | Освојено                   | [ 29 ]                     |
| Златни парадајз награде                         | 12. јануар 2017.           | Најбољи британски филм 2016.                     | Ја, Данијел Блејк                          | Треће место                | [ 30 ]                     |
| Интернационални филмски фестивал у Локарну      | 13. август 2016.           | Награда публике                                  | Кен Лоач                                   | Освојено                   | [ 3 ]                      |
| Круг лондонских филмских критичара              | 22. јануар 2017.           | Филм године                                      | Ја, Данијел Блејк                          | Номинација                 | [ 31 ]                     |
| Круг лондонских филмских критичара              | 22. јануар 2017.           | Британски/Ирски Филм године                      | Ја, Данијел Блејк                          | Освојено                   | [ 31 ]                     |
| Круг лондонских филмских критичара              | 22. јануар 2017.           | Британски/Ирски глумац године                    | Дејв Џонс                                  | Номинација                 | [ 31 ]                     |
| Круг лондонских филмских критичара              | 22. јануар 2017.           | Британска/Ирска глумица године                   | Хејли Сквајерс                             | Номинација                 | [ 31 ]                     |
| Magritte награде                                | 3. фебруар 2018.           | Најбољи страни филм у копродукцији               | Ја, Данијел Блејк                          | Номинација                 | [ 32 ]                     |
| Круг њујоршких филмских критичара               | 11. децембар 2016.         | 12 најбољих филмова                              | Ја, Данијел Блејк                          | Освојено                   | [ 33 ]                     |
| Интернационални филмски фестивал Сан Себастијан | 24. септембар 2016.        | Награда публике: Најбољи филм                    | Кен Лоач                                   | Освојено                   | [ 34 ]                     |
| Интернационални филмски фестивал у Стокхолму    | 20. новембар 2016.         | Награда публике: Најбољи филм                    | Кен Лоач                                   | Освојено                   | [ 35 ]                     |
| Интернационални филмски фестивал у Ванкуверу    | 14. октобар 2016.          | Најпопуларнији интернационални дугометражни филм | Кен Лоач                                   | Освојено                   | [ 36 ]                     |